# 大竹宏繁
大竹宏繁（おおたけ ひろしげ、1929年8月20日 - 1994年12月19日）は日本の大蔵・経済企画官僚。

## 来歴
東京府神田生まれ。第一高等学校、東京大学法学部卒業。1953年 大蔵省入省（理財局総務課）。1980年12月1日に経済企画庁長官官房審議官（調整局担当）。1982年7月2日 国民生活局長。1983年7月12日 総合計画局長。1985年6月10日に経済企画審議官となり、1986年6月3日より経済企画事務次官。1987年6月23日に退官。同年 大和銀行総合研究所（現：りそな総合研究所）初代理事長（〜1993年4月28日）。1994年12月19日 死去。

## 官歴
- 1953年4月：大蔵省入省
- 1955年7月：近畿財務局
- 1957年10月：経済企画庁
- 1959年10月：経済企画庁調整局財政金融課専門調査員
- 1959年：フランス留学[3]
- 1960年11月1日：若松税務署長
- 1961年11月：札幌国税局総務部総務課長
- 1963年9月：国税庁長官官房付（外務省研修所）
- 1963年：外務省在フランス大使館三等書記官
- 1964年：外務省在フランス大使館二等書記官
- 1965年：外務省在フランス大使館一等書記官
- 1966年：主計局主計官補佐（外務係）
- 1968年：主計局主計官補佐（文部係）
- 1969年8月：日本道路公団経理部資金課長
- 1971年6月28日：宮内庁長官官房主計課長
- 1973年6月：主税局国際租税課長
- 1975年7月：主税局税制第一課長
- 1976年6月18日：大臣官房調査企画課長
- 1978年6月17日：大臣官房審議官（大臣官房担当）
- 1979年7月10日：大臣官房審議官（国際金融局担当）
- 1980年10月1日：大臣官房参事官（大臣官房担当）
- 1980年12月1日：経済企画庁長官官房審議官（調整局担当）
- 1982年7月2日：経済企画庁国民生活局長
- 1983年7月12日：経済企画庁総合計画局長
- 1985年6月10日：経済企画審議官
- 1986年6月3日：経済企画事務次官
- 1987年6月23日：退官